# تاراج شماخی
تاراج شماخی حمله و تاراج شهر شماخی، مرکز ولایت شیروان در ایران صفوی بود، که توسط شورشگران لزگی سنی انجام شد. حمله ضدشورشی توسط حکومت صفوی رها شد و این منجر به تصرف شماخی توسط ۱۵٬۰۰۰ سرباز لزگی و کشتار مردمان شیعه و تاراج شهر گردید.
قتل بازرگانان روس به امپراتوری روسیه یک بهانه جنگ داد تا جنگ ایران و روسیه در سال‌های ۱۷۲۲ و ۱۷۲۳ را آغاز کنند و این منجر به توقف تجارت میان ایران و روسیه و تعیین کردن شهر آستاراخان به عنوان پایگاه تجاری جدید در مسیر تجاری ولگا شد.

## پیش‌زمینه

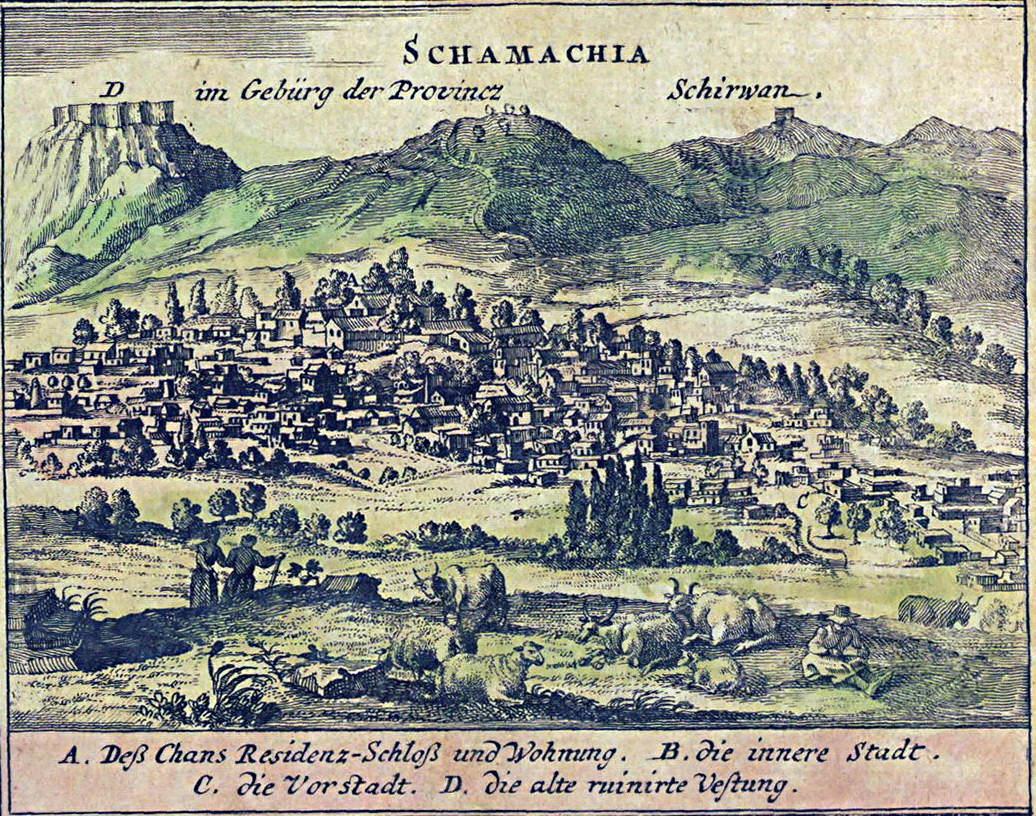
نگاره کلی از شماخی در سال ۱۶۸۳ توسط انگلبرت کمپفر (منتشر شده در سال ۱۷۳۴ در اطلس یوهان هومن)

در ابتدای سده ۱۸ میلادی، قلمروی ایران صفوی که زمانی یک کشور موفق بود، رو به زوال رفت که منجر به شورش‌های مختلفی در بخش‌های مختلف کشور شد. شاه سلطان حسین، که پادشاهی ضعیف بود، علی‌رغم داشتن انسانیت، انعطاف‌پذیری و آرامش بیشتری نسبت به ملای ارشد خود داشت، اما با توصیه‌های مشاوران خود در مورد تصمیمات مهم دولتی گمراه شد. او به عنوان یک «پادشاه ثابت» حکم‌رانی می‌کرد و ترجیح می‌داد از پایتخت اصفهان زیاد دور نباشد. او که بیشتر اوقات خود را در حرم‌سرا می‌گذراند، به زودی بازیچه دست علمای دربار خود، به ویژه محمدباقر مجلسی شد. مجلسی که در زمان حکم‌رانی پدر سلطان حسین، شاه سلیمان یکم به قدرت سیاسی بالایی دست پیدا کرده بود، آزار و اذیت اقلیت‌های مذهبی مانند سنی‌ها و صوفیان و اقلیت‌های دیگر مانند مسیحیان، یهودیان و زرتشتیان را تشویق کرد. هرچند مسیحیان که غالباً ارمنی بودند، نسبت به دیگر اقلیت‌ها کمتر مورد آزار و اذیت قرار گرفتند، اما گاه‌به‌گاه هدف تبعیض‌های دینی این دوره می‌شدند. بنا بر گفته تاریخ‌دان راجر سیوری، با وجود این که سلطان حسین شخصاً علاقه‌ای به آزار و اذیت اقلیت‌های دینی نداشت، اما روحانیون، به ویژه مجلسی، بر او اثرات زیادی گذاشتند و او را قانع کردند که «حکم‌های ناعادلانه و ستمگرانه» صادر کند. این جو سنگین مذهبی، زمینه شورش توسط اقلیت‌های سنی در سراسر امپراتوری را فراهم کرد. به گفته تاریخ‌دان مایکل اکسورثی: «بهترین مثال برای آن، شورش‌های شروان بود؛ جایی که مردان سنی کشتار می‌شدند، کتاب‌های مذهبی نابود می‌شد و مساجد سنی تبدیل به اصطبل می‌شدند.» 
از ابتدای تشکیل حکومت صفویان، دو گروه قدرت را در دست داشتند، تاجیکان (فارسی‌زبانان) و ترک‌زبانان. شاه عباس یکم که از رقابت این دو گروه به تنگ آمده بود، گروه سومی که غلامان بودند را برای تضعیف قدرت دو گروه دیگر معرفی کرد. این گروه متشکل از غلامانی که از حوزه قفقاز آورده می‌شدند، بودند. مهم‌ترین مقام این گروه، قوللرآغاسی نام داشت که معمولاً در دست شاهزادگان گرجی، ارمنی و لزگی قرار داشت. رقابت میان ترک‌زبانان و تاجیکان اکنون تبدیل به اتحادی ضد گروه غلامان شده بود. هر گاه که قدرت شاه کمتر می‌شد رقابت میان گروه‌ها اوج می‌گرفت که این امر در دوران حکومت شاه سلطان حسین رخ داد. وزیر اعظم، فتحعلی خان داغستانی از بومیان داغستان و از قوم لزگی بود. او مقام صاحب‌دیوانی را برای خود به دست آورده بود. پس از به دست آوردن این مقام، او آغاز به مستحکم کردن پایه‌های قدرتش با به کار گرفتن شبکه‌ای از خویشاوندان و سپردن مناصب مختلف به آنها نمود. مهم‌ترین دشمنان داغستانی، نماینده ترکان (قورچی باشی) و نماینده تاجیکان (حکیم‌باشی) بودند که در نهایت به دلیل مذهب سنی او، باعث ساقط شدن او شدند.
مردمان سنی در قلمروهای شمال‌شرقی ایران صفوی، به ویژه در ولایت شیروان و ولایت داغستان بار سختی و آزار و اذیت شیعیان را در دوران حکومت سلطان حسین، بر دوش خود حس می‌کردند. لذا سال ۱۷۱۸ میلادی شاهد تهاجم‌های لزگی‌ها به شروان بود. به گفته تاریخ‌دان رودی ماتی، احتمالاً این تحرکات تحت‌تأثیر کارهای وزیر اعظم، فتحعلی خان داغستانی، انجام پذیرفت. سفیر روسیه در ایران، آرتمی وولینسکی، که در سال ۱۷۱۸ در شماخی بود، گزارش داد به دلیل این که مردم وزیر اعظم را کافر می‌دانستند، به دستورها عمل نمی‌کردند و حتی حاکمیت پادشاه را زیر سؤال می‌بردند. فلوریو بنوینی، یک ایتالیایی که در سیستم دیپلماسی روسیه فعالیت داشت، پافشاری می‌کرد که هر لحظه مردم شماخی آماده برای شورش ضد حکومت هستند زیرا حکومت «مردم را برای مقدار زیادی پول مجبور می‌کرد». حملات و غارت‌ها توسط لزگی‌ها ادامه یافت. در آوریل سال ۱۷۱۸ لزگی‌ها روستای آق تاشی نزدیک نظام‌آباد را تصرف کردند و شماری از ساکنان را به قتل رساندند و کاروانِ راهیِ شماخی، که شامل ۴۰ نفر بود، را غارت کردند. پس از این حمله گزارش‌هایی در رابطه با شورشیان ذکر شده‌است.

## حمله و تاراج

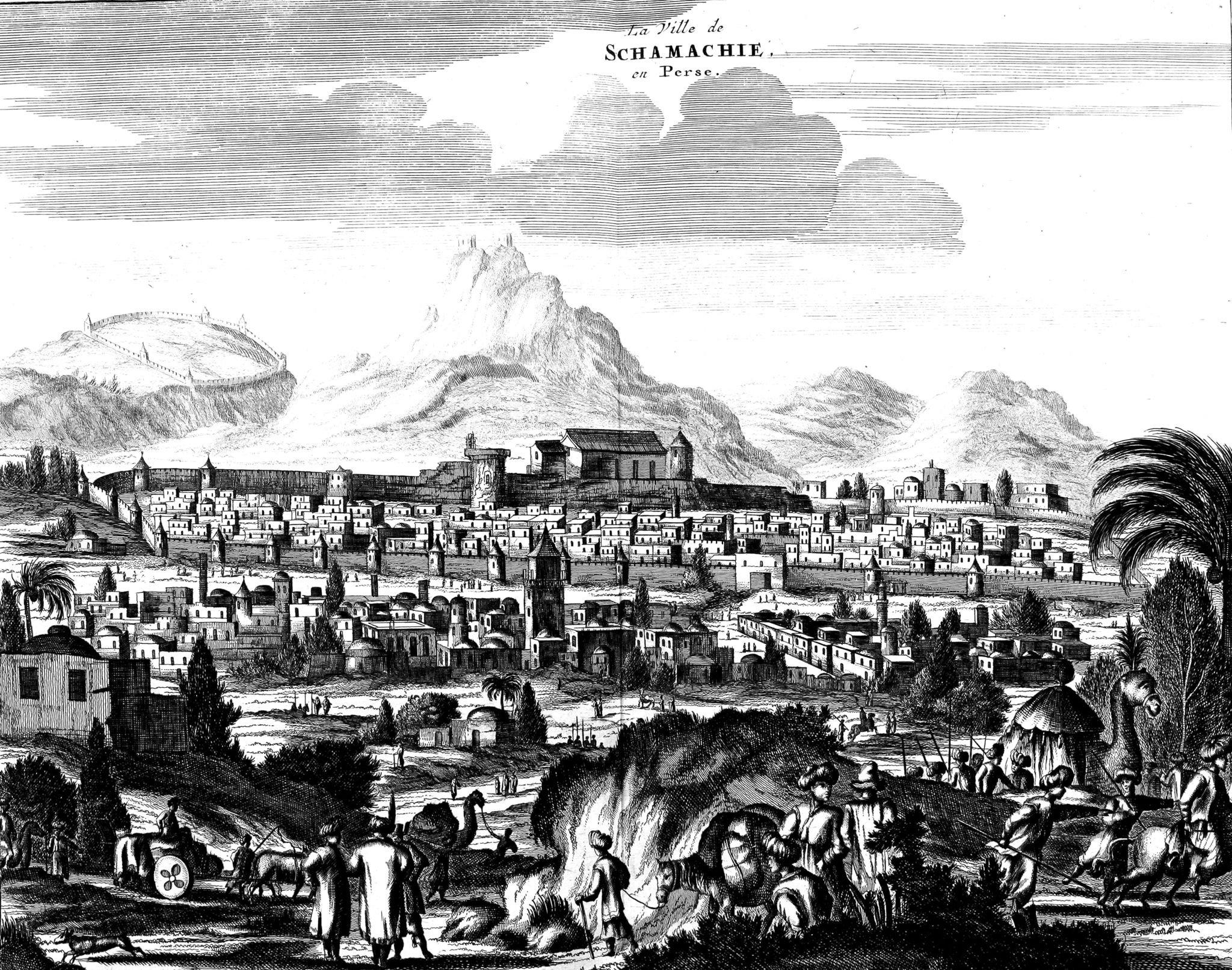
نگاره عنوان شده به عنوان «شهر شماخی در ایران» ، منتشر شده توسط پیتر فان در آ در سال ۱۷۲۹

در اوایل مه ۱۷۱۸، حدود ۱۷٬۰۰۰ سرباز از قبایل لزگی به فاصله ۲۰ کیلومتری شماخی نزدیک شدند و با غارت کردن روستاهای نزدیک، خود را مجهز کردند. در ۱۷۱۹ حکومت ایران صفوی تصمیم گرفت برای مقابله با شورش، سپهسالار حسین‌قلی خان را بفرستد. با کمک پادشاهی همسایه کاختی و بیگلربیگ شیروان، او توانست تا حدی لزگی‌ها را عقب براند. با این وجود، در زمستان ۱۷۲۱ که زمان بسیار مهمی در عملیات بود، او دستور برگشت گرفت. این دستور که پس از سقوط وزیر اعظم فتحعلی‌خان داغستانی فرستاده شد، به علت متقاعد کردن پادشاه توسط حزب خواجه‌ها بود که به عقیده آن‌ها پیروزی در شکستن شورش به قلمروی صفویان بیشتر آسیب می‌رساند. به نظر آن‌ها، این پیروزی حسین‌قلی را به اتحاد با روسیه و فتح ایران تحریک می‌کرد. در همان اوان، در اوت ۱۷۲۱ سلطان حسین دستور داد که داوود بیگ، یکی از روسای قبایل سنی، از زندان دربند آزاد شود. این تصمیم پس از حمله افغان‌ها به قلمروهای شرقی ایران صفوی گرفته شد. سلطان حسین و حکومت امیدوار بودند که داوود بیگ و متحدان داغستانی‌اش به آن‌ها در حملات شرقی کمک کند، اما در عوض او خود را به عنوان رئیس ائتلاف قبیله‌ای منصوب کرده و به زودی عملیات‌هایی ضد نیروهای ایرانی و جمعیت شیعه راه انداخت و سریعاً به مرکز ولایت در شماخی حمله کرد.
کمی پیش از آغاز محاصره، سنی‌های شروان از هم‌مذهبی‌های خود و رقبای صفویان، در امپراتوری عثمانی، درخواست کمک کردند. ائتلاف قبیله‌ای که شامل ۱۵٬۰۰۰ سرباز قبیله‌ای، داوود بیگ و خانِ خانات غازی‌خمق بود، در ۱۵ اوت ۱۷۲۱ به شماخی رسیدند و شهر مورد محاصره قرار گرفت. به مرور، سنی‌های ساکن شماخی یکی از دروازه‌هایی شهر را گشودند و شهر در ۱۸ اوت سقوط کرد. پس از سقوط، جمعیت شیعیان کشتار شدند و مسیحیان و خارجیان نیز غارت شدند. در اصل، لزگی‌ها جمعیت شیعیان را مورد هدف قرار داده بودند و از مسیحیان و مبلغان تنها اموال ارزشمند را غارت کردند. مغازه‌های بازرگانان روس غارت شدند، که منجر به ضرر اقتصادی شدید در روسیه شد. در میان بازرگانان روس، ماتری اورینوف که به ثروتمندترین بازرگان روس مشهور بود، ضررهای بسیار زیادی را متحمل گردید. حاکم شیعه شماخی و خانواده‌اش توسط غارتگران «تکه‌تکه شدند و قسمت‌هایی از بدنشان به سگ‌ها خورانده شد». پس از این که استان کاملاً توسط شورشیان اشغال شد، داوود بیگ به امپراتوری روسیه درخواست حفاظت داد و وفاداری خود را به تزار اعلام کرد. پس از آن که درخواست او توسط روسیه رد شد، این بار به عثمانی درخواست داد و این دفعه پاسخ مثبت گرفت و او توسط حاکم عثمانی به عنوان «سلطان شروان» منصوب شد.

## عواقب
آرتمی وولینسکی به تزار آن موقع، پتر یکم، دربارهٔ قتل بازرگانان روسی و صدماتی که به آن‌ها و زندگی‌شان رسیده بود، گزارش داد. این گزارش نشان می‌داد که رخدادهای شماخی نقض واضح قرارداد تجارت ایران و روسیه در سال ۱۷۱۷ بود. در آن قرارداد امنیت شهروندان روسیه در ایران صفوی تضمین شده بود. پس از این که ایران صفوی در آشوب فرورفته بود و حاکم ایران نمی‌توانست شرایط قرارداد را برطرف کند، وولینسکی پتر را متقاعد کرد که به عنوان متحد پادشاه صفوی به او کمک کند و آرامش را به ایران برگرداند. روسیه هم به دلیل کشتار بازرگانان روسی به ایران حمله کرد و این اتفاق منجر به آغاز جنگ‌های ایران و روسیه شد. این جنگ باعث شد تجارت ایران و روسیه متوقف شده و شهر آستاراخان به عنوان پایگاه مسیر تجاری ولگا تثبیت گردید.